# Brüder im All
Brüder im All ist eine zehnteilige Wissenschaftssendung des ZDF von 1970, die von Heinz Haber auf der Grundlage seines gleichnamigen Buches moderiert wurde. Die Sendung ist nicht mit dem gleichnamigen Dokumentarfilm der Künstlerischen Arbeitsgruppe defa futurum von 1976 zu verwechseln. 

## Handlung
Haber untersucht in der Sendung die Möglichkeiten der Existenz außerirdischen Lebens. 
In der ersten Episode werden Fliegende Untertassen thematisiert. Haber geht von der Existenz intelligenten Lebens außerhalb der Erde aus. Er schließt jedoch aus, dass der Planet weder in der Vergangenheit Besuch von Außerirdischen empfangen hat noch in der Zukunft empfangen wird. Die Idee von fremdem Leben auf Sternen gehe bereits auf die Antike zurück bis hin zu der Vorstellung, dass der irdische Mond von Menschen bewohnt sei. Im Mittelalter habe dann der Philosoph und Theologe Thomas von Aquin die Existenz anderer bewohnter Planeten ausgeschlossen. Erst in der Neuzeit habe dann der holländische Physiker und Mathematiker Christian Huygens wissenschaftliche Argumente für das Leben auf anderen Welten gefunden.
In den übrigen Episoden beschäftigt sich Haber mit den naturwissenschaftlichen Voraussetzungen für das Leben im Universum generell. Für die Planeten des Sonnensystems schließt Haber die Existenz intelligenten Lebens aufgrund mangelnder Voraussetzungen aus. Abschließend hält er einen Besuch der Erde von „Brüdern aus dem All“ aufgrund der kosmischen Dimensionen für unwahrscheinlich. Diese seien, wie die Menschheit selbst, vermutlich „verloren in Zeit und Raum“.

## Episodenliste
- 1. Besucher von fremden Welten
- 2. Bewußtsein auf anderen Sternen
- 3. Materie und Leben
- 4. Das Lebenselement im Kosmos
- 5. Die Bühne des Lebens
- 6. Der Planet des Lebens
- 7. Das Leben entsteht
- 8. Sterile Geschwister
- 9. Exotische Lebensformen?
- 10. Verloren in Zeit und Raum

Nach Abschluss der Ausstrahlung der eigentlichen Serie am 28. Juni 1970 erfolgte am 5. Juli als informelle Folge 11 die Sendung Phantasterei und Wirklichkeit. Ein Gespräch zwischen Helmut Thielicke und Heinz Harber. Darin diskutiert Haber mit dem Theologen Thielicke über Konflikte zwischen Religion und Wissenschaft, die sich aus der Möglichkeit von Leben auf anderen Planeten ergeben.

## Produktionsgeschichte
Neben der Fernsehsendung entstand auf der Grundlage des Buchs auch eine achtteilige Hörfunksendung für den Sender Freies Berlin. Die Fernsehsendung wurde Sonntagnachmittags ausgestrahlt.